# Hanigalbat

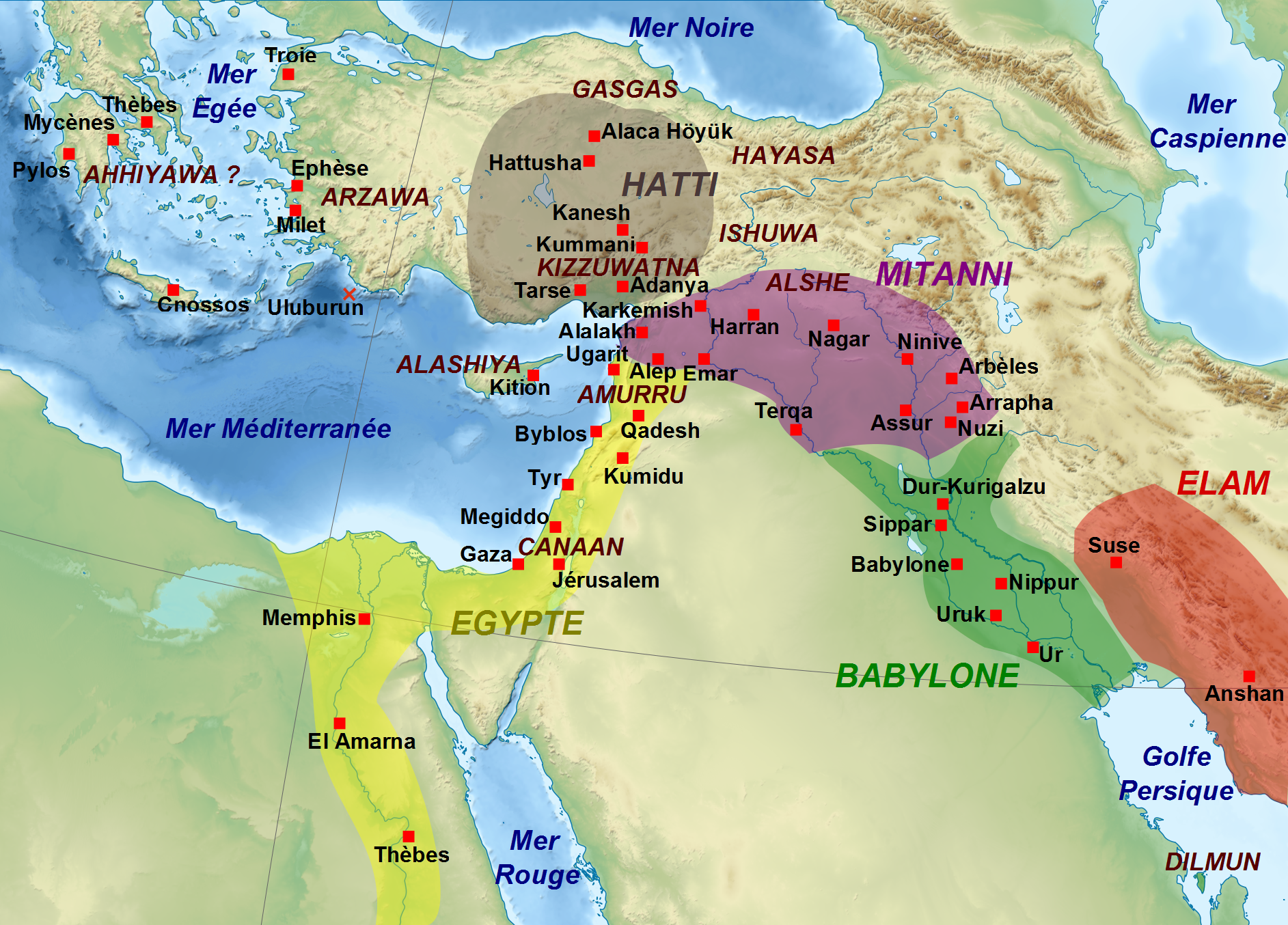
Mapa starożytnego Bliskiego Wschodu w 1 poł. XIV w. p.n.e. (okres amarneński) z zaznaczonym położeniem państwa Mitanni

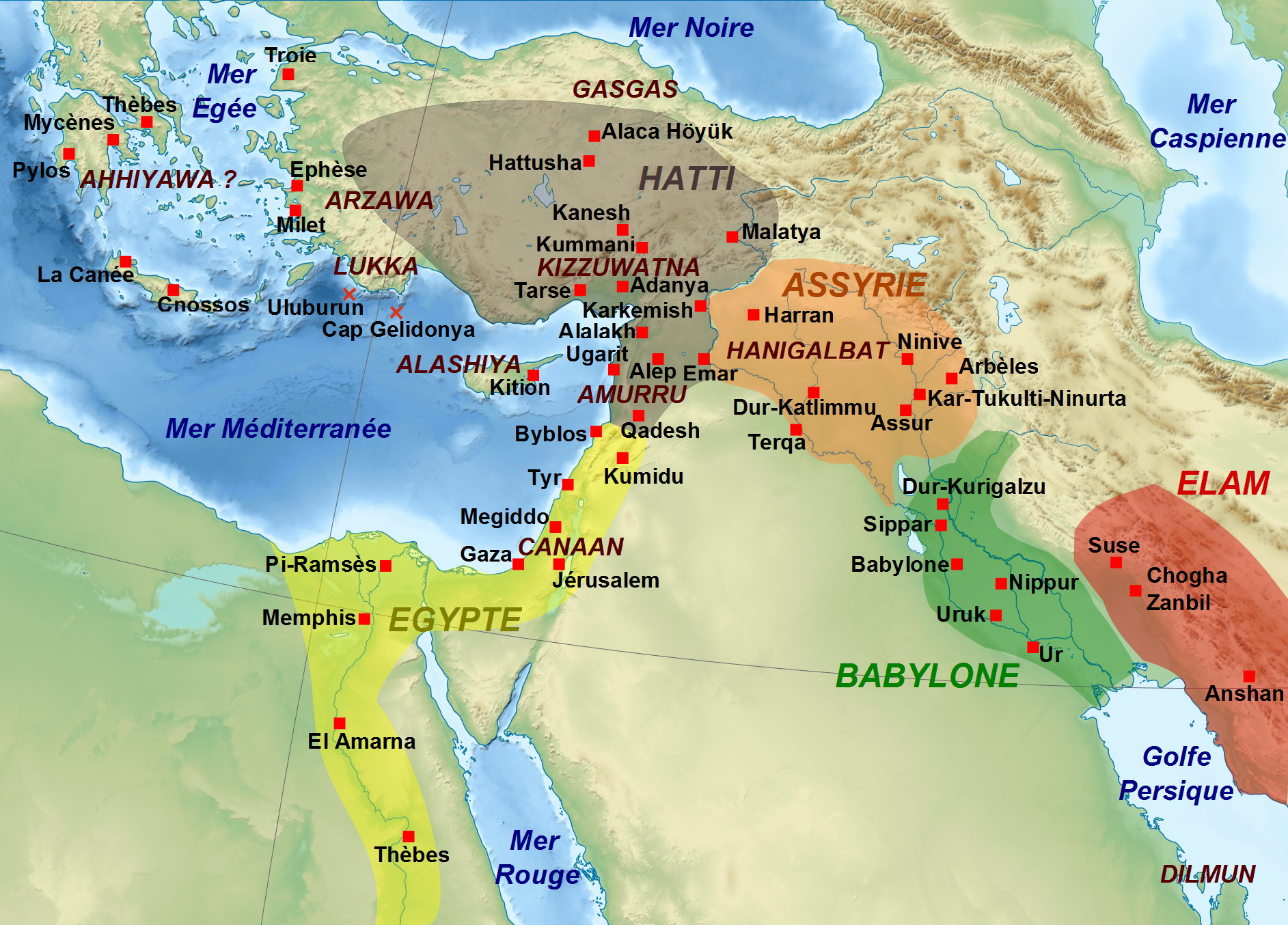
Mapa starożytnego Bliskiego Wschodu w XIII w. p.n.e. z zaznaczonym położeniem kraju Hanigalbat po zaanektowaniu go przez Asyrię

Hanigalbat (w transliteracji z pisma klinowego zapisywane kurHa-ni-gal-bat) – w starożytności jedna z nazw pod którymi znane było huryckie królestwo Mitanni; po jego upadku nazwą tą określano również region w północnej Mezopotamii i Syrii.

## Występowanie nazwy w tekstach
Sądząc z nowoasyryjskiej kopii starobabilońskiego tekstu z proroctwami Hanigalbatejczycy mieli być jednymi z wrogów Samsu-ditany (1626-1595 p.n.e.), ostatniego króla z dynastii starobabilońskiej. W jednej ze swych inskrypcji hetycki król Muwatalli II (1295-1272 p.n.e.) wspomina o podboju kraju Hanigalbat dokonanym przez jednego z jego przodków, Tudhaliję II (koniec XV/pocz. XIV w. p.n.e.). W listach wysłanych do egipskiego faraona Amenhotepa III przez mitannijskiego króla Tuszrattę (XIV w. p.n.e.) nazwa Hanigalbat używana jest jako synonim Mitanni (np. w liście EA 20). Ok. 1340 r. p.n.e. na Mitanni najechał hetycki król Suppiluliuma I, pokonując Tuszrattę i doprowadzając do upadku tego królestwa. Część terytorium Mitanni włączona została do państwa hetyckiego, a z reszty utworzone zostało podporządkowane Hetytom państewko wasalne, występujące w tekstach pod nazwą królestwa Hanigalbat. Jego terytorium rozciągało się od górzystego regionu Tur Abdin na wschodzie po rzekę Eufrat na zachodzie. Na tronie królestwa Hanigalbat Hetyci osadzili Szattiwazę, syna Tuszratty, który podpisał traktat sojuszniczy z Suppiluliumą I i jego synem Pijassili, wicekrólem Karkemisz. Chociaż oficjalnie występował on jako niezależny władca, to tak naprawdę był królem marionetkowym, w pełni podporządkowanym Hetytom.
Kolejny król Hanigalbat, Szattuara I, najechał Asyrię, która wykorzystując upadek państwa Mitanni parła na zachód zagarniając kolejne terytoria, zagrażając w końcu samemu Hanigalbatowi. Atak ten spotkał się z szybką reakcją asyryjskiego króla Adad-nirari I (1307-1275 p.n.e.), który w odwecie najechał Hanigalbat, pojmał Szattuarę I i zabrał go jako jeńca do Aszur. Po zmuszeniu Szattuary I do zawarcia przymierza Adad-nirari I przywrócił go na tron Hanigalbatu jako swego wasala. Pomimo bliskich wcześniejszych związków Hanigalbatu z państwem hetyckim działania Adad-nirari I nie spowodowały reakcji Hetytów. Syn i następca Szattuary I, Wasaszatta, licząc na pomoc Hetytów zbuntował się przeciw asyryjskiemu zwierzchnictwu. Hetyci nie przyszli mu jednak z pomocą i jego powstanie zostało bezlitośnie stłumione przez Adad-nirari I, który zdobył jego królewskie miasto Taidu i splądrował cały kraj, by następnie zaanektować całe terytorium Hanigalbatu do Asyrii. Nie osłabiło to jednak oporu Hanigalbatejczyków i Szattuara II, syn i następca Wasaszatty, ponownie wystąpił przeciw Asyryjczykom. Spotkało się to z reakcją Salmanasara I (1274-1245 p.n.e.), syna i następcy Adad-nirari I, który najechał i pokonał zbuntowane królestwo, umacniając asyryjską władzę nad Hanigalbatem.
Tym samym Hanigalbat ostatecznie przestał istnieć jako niezależne państwo, a określenie to na kilka następnych stuleci stało się nazwą regionu w północnej Mezopotamii i Syrii. W tym znaczeniu nazwa ta pojawia się w inskrypcjach Tiglat-Pilesera I (1114-1076 p.n.e.), który dwukrotnie wspomina o mieście Melid leżącym w krainie Hanigalbat. W asyryjskich tekstach z końca II tys. p.n.e. i późniejszych Hanigalbat występuje jako kraina zamieszkana przez ludność aramejską. Tak jest ona określana m.in. w inskrypcjach asyryjskiego króla Aszur-bel-kala (1073-1056 p.n.e.). Inny asyryjski król Adad-nirari II (911-891 p.n.e.) wyprawiał się sześciokrotnie do krainy Hanigalbat przeciw Aramejczykom, a Aszurnasirpal II (883-859 p.n.e.) otrzymał trybut od królów Hanigalbat w trakcie swej wyprawy do tego regionu w 882 r. p.n.e. Hanigalbat pojawia się ponownie w tekstach dotyczących objęcia asyryjskiego tronu przez Asarhaddona (681 r. p.n.e.). To właśnie w Hanigalbacie zgromadzić się miały zbuntowane wojska, które dołączyły do Asarhaddona w trakcie jego walk o asyryjski tron.